# 小黑 (緝毒犬)
小黑（ －2013年4月15日）是台灣第一隻本土培育的海關緝毒犬，於2003至2011年間在海關工作了七年。

## 生平
小黑是一隻黑色的拉不拉多犬，身高40公分 、體重22公斤，個性聰明而好動。關稅總局花了七十萬元將牠購下。經過六個月密集訓練後，小黑從七隻訓練犬中獲選，成為台灣首隻海關緝毒犬，從2003年10月開始服役。小黑每個月的吃住至少需要四萬元的照顧費。牠一天工作八個小時，也跟一般人一樣不能超時工作，因為過於疲累可能無法嗅出毒品。
在緝毒犬任內，小黑曾多次協助緝獲毒品案件。
小黑於2011年退休，被與牠感情很好的領犬員劉政忠領養。2012年牠被獸醫診斷出患有胰臟炎，住院十五天不吃不喝，最後是劉政忠給了小黑最愛吃的西瓜和白饅頭，牠吃完後有了胃口，奇蹟般地存活下來。但其後牠又罹患上惡性腫瘤，於2013年4月15日病逝，遺體以火化處理。海關特地為牠舉辦紀念儀式，並計畫在台中緝毒犬培訓中心設立「靈犬紀念碑」。

## 外部連結
- 法眼黑與白－國境緝毒特別報導4(第一隻緝毒犬) （页面存档备份，存于）